# Commissie gelijke behandeling
De Commissie gelijke behandeling (CGB) was een door de Nederlandse overheid ingestelde commissie die zich bezighield met het bevorderen van gelijke behandeling en de bestrijding van discriminatie. De commissie was ingesteld op grond van de Algemene wet gelijke behandeling uit 1994. De commissie bestond altijd uit 9 leden, maar kon in samenstelling variëren. Uitspraken van de CGB waren niet bindend. Wel kon met een uitspraak van de CGB een uitspraak van een rechter worden gevraagd, waarbij deze laatste het oordeel van de CGB zal meewegen. Met de inwerkingtreding van de Wet College voor de rechten van de mens werd op 2 oktober 2012 het College voor de Rechten van de Mens gevormd. De Commissie gelijke behandeling ging hierin op, en hield daardoor op als zodanig te bestaan.

## Wetgeving
De CGB kon om een oordeel gevraagd worden met betrekking tot de volgende wetten:
- AWGB, Algemene Wet Gelijke Behandeling.
- WGB, Wet Gelijke Behandeling mannen en vrouwen.
- WOA, Wet Onderscheid Arbeidsduur.
- BW, Burgerlijk wetboek, artikel 7.
- AW, Ambtenarenwet, artikel 125.
- WOBOT, Wet Onderscheid Bepaalde en Onbepaalde Tijd (voor ambtenaren).
- WGBL, Wet gelijke behandeling op grond van leeftijd bij arbeid.
- WGBH/CZ, Wet gelijke behandeling op grond van handicap of chronische ziekte.

## Verzoek indienen
Iedereen die zich ongelijk behandeld voelt op grond van geslacht, ras, nationaliteit, godsdienst, levensovertuiging, seksuele gerichtheid, burgerlijke staat, politieke overtuiging, handicap/chronische ziekte en leeftijd kon een verzoek indienen bij de CGB. Zo'n verzoek werd schriftelijk ingediend, hiervoor is geen advocaat nodig. Op basis van dit verzoek startte de commissie een onderzoek, het onderzoek leidde uiteindelijk tot een - niet bindend - oordeel.

## College voor de Rechten van de Mens
Op 1 april 2010 werd bekendgemaakt dat Nederland een instituut voor de mensenrechten krijgt dat zal worden gecombineerd met de Commissie gelijke behandeling. Zo ontstond de nieuwe organisatie: het College voor de Rechten van de Mens. De Wet College voor de rechten van de mens werd op 22 november 2011 aangenomen door de Eerste Kamer en trad op 1 oktober 2012 in werking.